# Шишли
Шишли (на турски: Şişli) е околия и община (градски район) на Истанбул, Турция. Разположен е в европейската част на Истанбул.
До XIX век е селски район в покрайнините на Истанбул. През XIX век започва по-усилено застрояване на района с домове във френски стил. Района става привлекателен за представители на средната класа и по-заможни (включително много евреи, българи, гърци и арменци).

## Спорт
В градски район Шишли се намира стадион „Али Сами Ен“.

## Други
В района е най-големият в Европа торговски център — „Джевахир“.

## Квартали на градски район Шишли
- 19 Майъс
- Бозкурт
- Джумхурийет
- Дуатепе
- Ергенекон
- Есентепе
- Ескишехир
- Ферикьой
- Фуля
- Гюлбахар
- Халаскаргази
- Халиде Едип Адъвар
- Халил Ръфат Паша
- Харбийе
- Иньоню
- Иззетпаша
- Каптанпаша
- Куштепе
- Махмут Шевкет Паша
- Меджидийекьой
- Център
- Мешрутийет
- Паша
- Тешвикийе
- Яйла.